# Neuburgia (plante)
Cet article concerne le genre de plantes. Pour le genre d’insectes, voir Neuburgia (insecte).
Genre
Neuburgia est un genre de plantes de la famille des Loganiaceae.

## Liste d'espèces
Selon Catalogue of Life (19 septembre 2020) :
- Neuburgia alata (en) (A. C. Smith) A. G. Smith
- Neuburgia celebica (Koord.) Leenh.
- Neuburgia collina (en) (A. C. Smith) A. C. Smith
- Neuburgia corynocarpa (A. Gray) Leenh.
- Neuburgia kochii (Valeton) Leenh.
- Neuburgia macrocarpa (en) (A. C. Smith) A. C. Smith
- Neuburgia macroloba (en) (A. C. Smith) A. C. Smith
- Neuburgia moluccana (Scheffer ex Boerl.) Leenh.
- Neuburgia novocaledonica (Gilg & Gilg-Ben.) J. E. Molina & Struwe
- Neuburgia rumphiana Leenk.
- Neuburgia tubiflora Bl.

Selon The Plant List (19 septembre 2020) :
- Neuburgia corynocarpa (A. Gray) Leenh.
- Neuburgia novocaledonica (Gilg & Gilg-Ben.) Molina, J. E. & Struwe
- Neuburgia tuberculata Blume

Selon Tropicos (19 septembre 2020) (Attention liste brute contenant possiblement des synonymes) :
- Neuburgia corynocarpa (A. Gray) Leenh.
- Neuburgia novocaledonica (Gilg & Gilg-Ben.) J.E. Molina & Struwe
- Neuburgia sumatrana (Miq.) Boerl.
- Neuburgia tuberculata Blume